# Monstre dans l'art
Le monstre dans l'art est un ensemble de représentations par les artistes, de créatures imaginaires, fantastiques, horrifiques en peinture, sculpture et les autres arts plastiques. 

## Histoire
La représentation de monstres est attestée depuis l'art préhistorique où sont gravés sur des parois des grottes ou sculptés en statuettes des êtres hybrides ou fabuleux comme le chamane des Trois-Frères du Magdalénien. L'Antiquité à travers ses sirènes, centaures ou cyclopes illustre les différentes mythologies. Le moyen-age fait du monstre la personnification du diable et des démons, représentés dans des fresques ou des mosaïques figurant l'enfer. La Renaissance, période de découvertes scientifiques et d'explorations de nouvelles terres, évoque des créatures monstrueuses qui peupleraient ces continents inconnus, dans les chroniques et récits d'explorations comme celui de Marco Polo ou la Chronique de Nuremberg de Hartmann Schedel dont les illustrations présentent des races fantastiques qui les peuplent. À cette période, ou des artistes comme Albrecht Dürer et Léonard de Vinci étudient l'anatomie du corps humain, les premiers cas de monstruosité médicale sont dépeints dans les gravures représentant des jumeaux siamois, ou des phocomèles, expliqués comme des menaces ou des annonces de malheurs. 

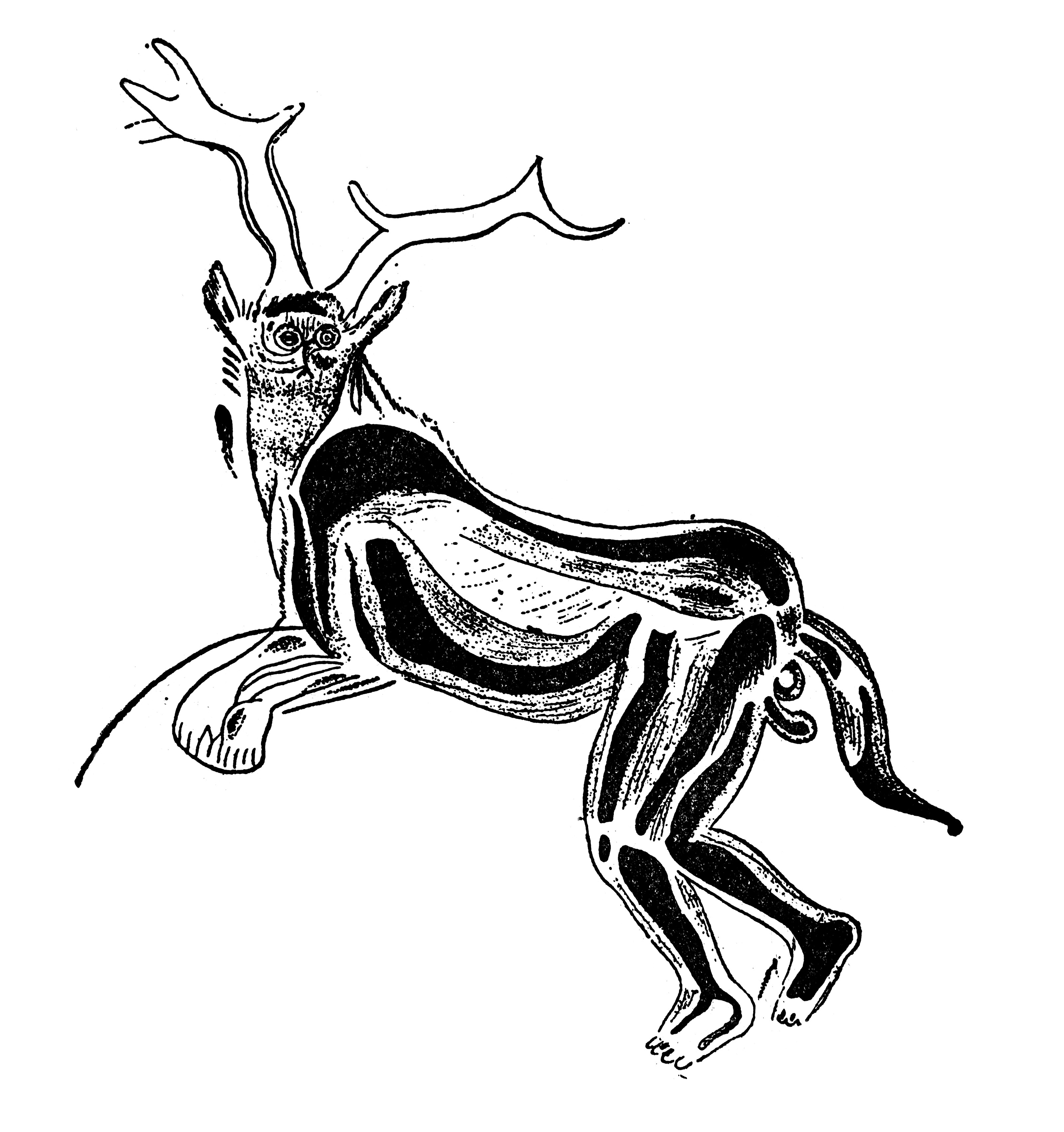
Chamane des Trois-Frères
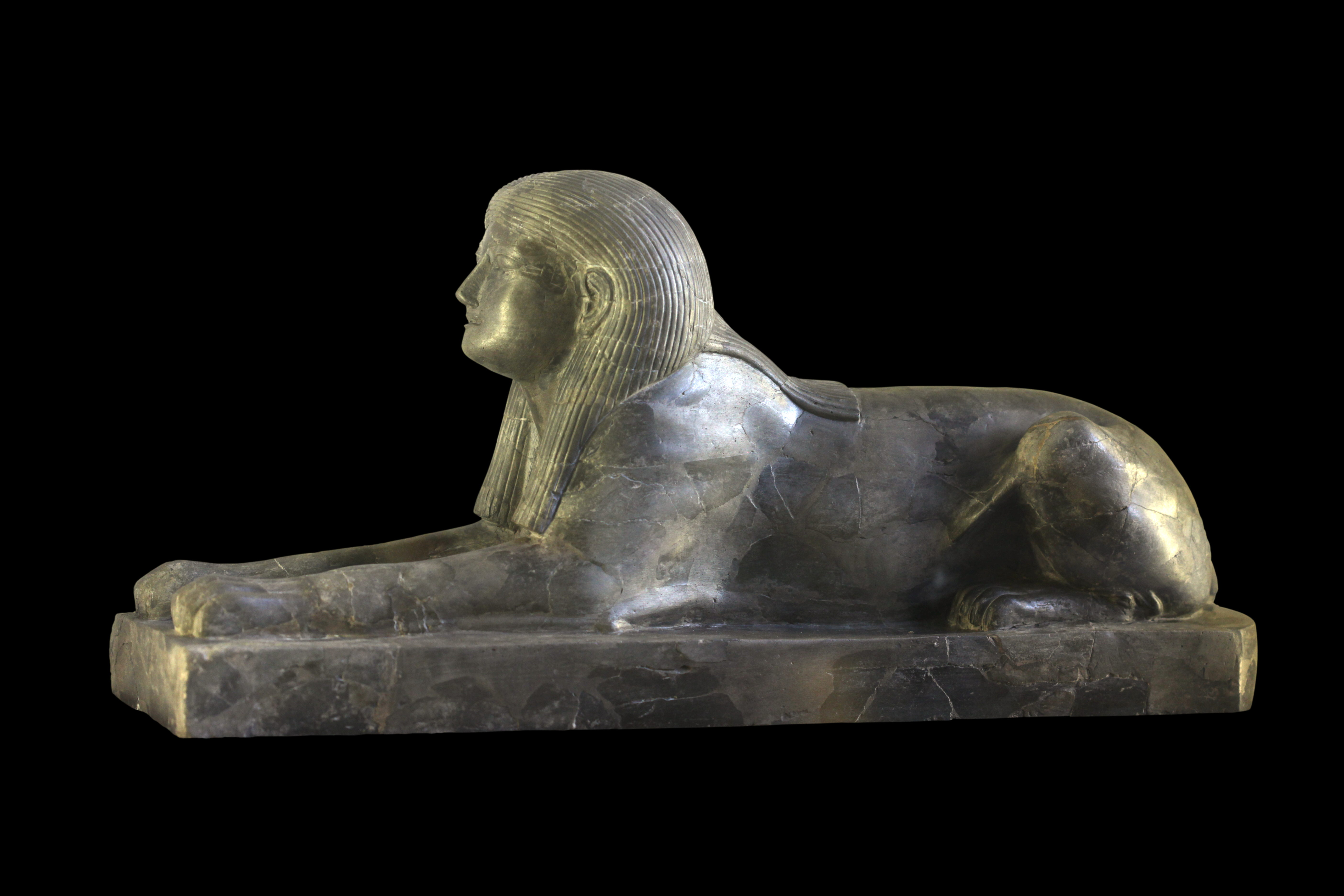
Sphinx entre 1930 et 1850 av. J.-C
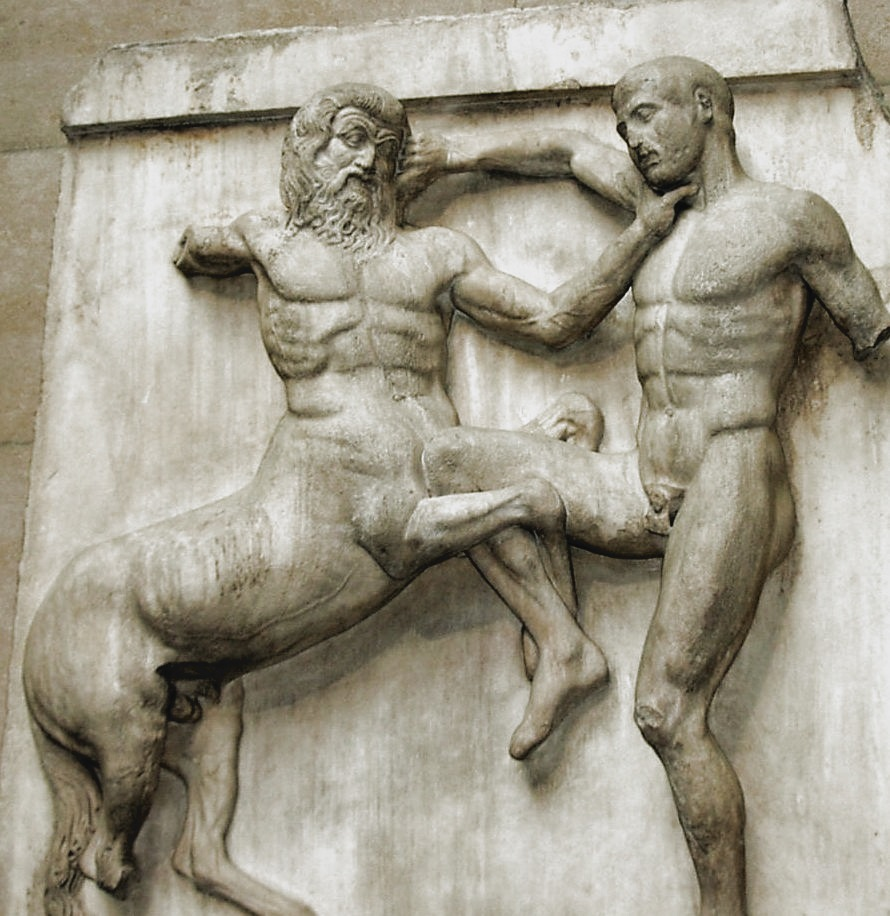
Lapithe combattant un centaure. Métope Sud 31, Parthénon, vers 447-433 av. J.-C.
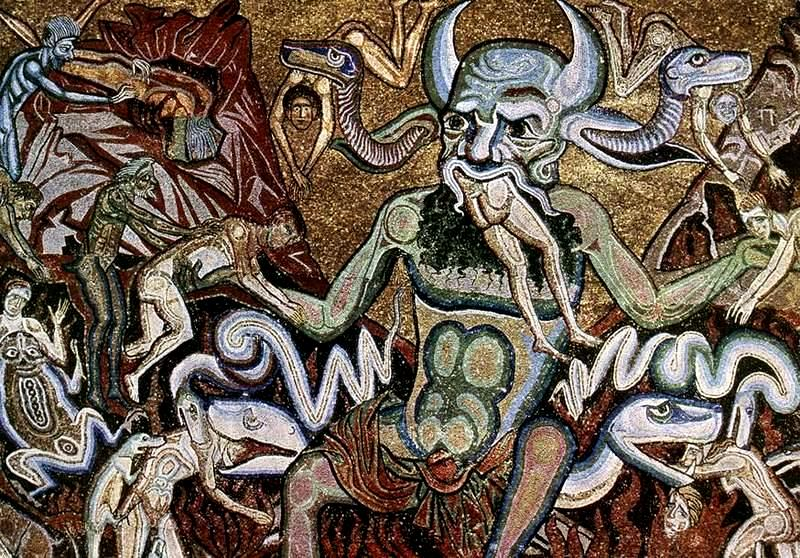
Coppo di Marcovaldo, L'Enfer mosaïque du XIIIeme siècle Baptistère Saint-Jean de Florence
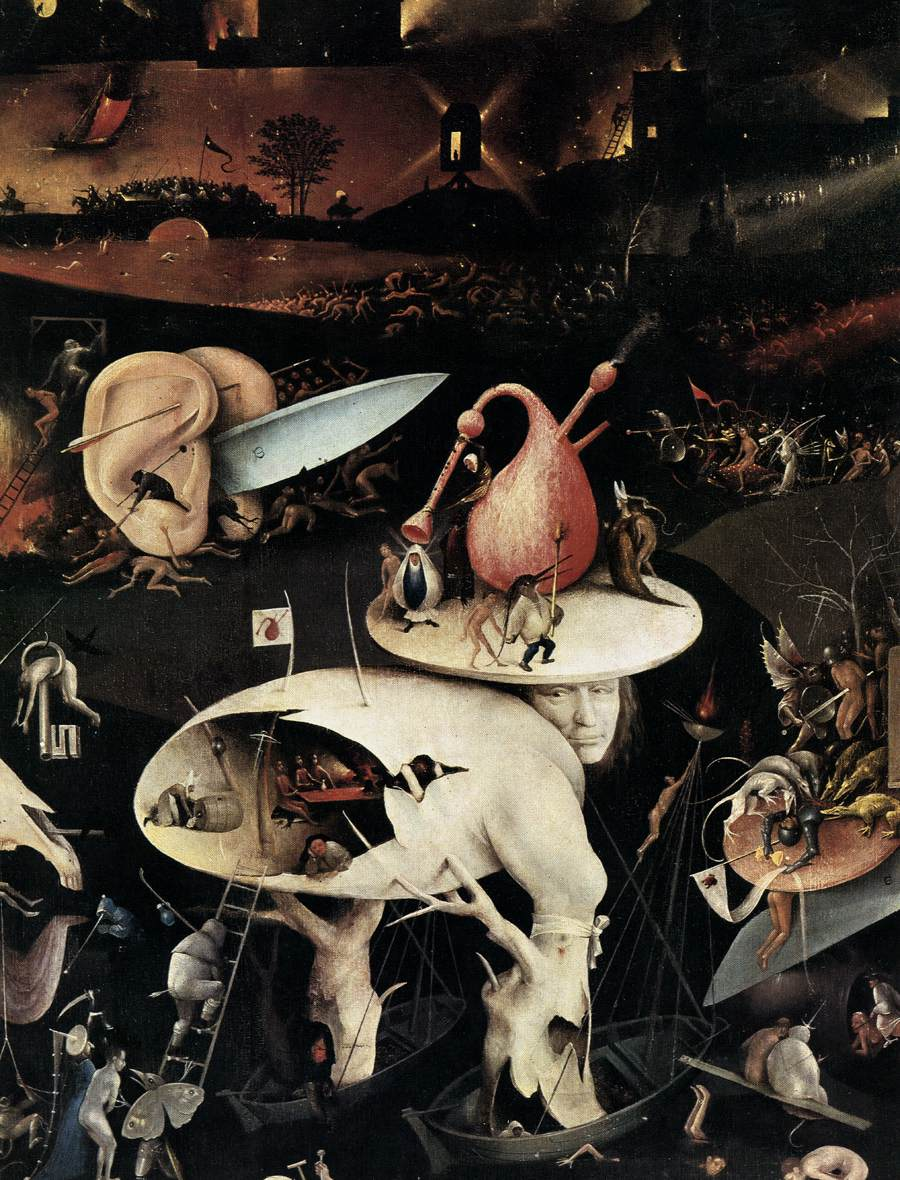
Jérôme Bosch, Le Jardin des délices (détail du panneau droit du triptyque)

Durant les périodes maniéristes et baroques le monstre devient un motif décoratif et ornemental qui caractérise le style grotesque. Le siècle des lumières, période où l'art classique idéalise les formes de la nature, s'éloigne des représentations monstrueuses considérées comme extravagantes et bizarres. Le monstre est métaphorique et sert à dénoncer des pouvoir despotiques par l'intermédiaire de caricatures. Avec le Romantisme, l’irrationnel reprend ses droits, les artistes reprennent les formes monstrueuses pour symboliser le cauchemar tels qu'ils sont représentés par Johann Heinrich Füssli, William Blake ou Francisco de Goya. 
À la fin du XVIIIe siècle et au XIXe siècle, périodes de rationalisme scientifique, et d'avancées techniques, les découvertes de fossiles d'animaux antédiluviens, ouvre la voie vers de nouvelles représentations monstrueuses mais réalistes symbolisées par les dinosaures ou les mammouth. La fin du XIXe et le début du XXe siècle fait du monstre le support des angoisse et la matérialisation de l'inconscient. Le Surréalisme s'inspire de Bosch ou Grunewald, pour représenter des mondes peuplés de monstres dans les œuvres de Dali ou Max Ernst. Avec l'apparition de nouveau mode d'expression artistique comme le cinéma ou la bande dessiné, de nouveau type de monstre sont créés, comme l'extra-terrestre qui, sous diverse formes, illustre les récit de science fiction.